# Позур Володимир Костянтинович
Володимир Костянтинович Позур (26 липня 1948) — український учений-мікробіолог, імунолог. Доктор біологічних наук, професор. Академік АН ВШ України з 2001 р.

## Біографія
Народився у с. Морозівці на Вінниччині. У 1977 р. закінчив біологічний факультет, а в 1980 — аспіпантуру Київського державного університету. На кафедрі мікробіології та загальної імунології пройшов шлях від студента до професора, завідувача. Протягом 1989—1998 рр. працював заступником декана біологічного факультету з навчальної роботи. У 1984 р. захистив кандидатську, а в 1996 р. — докторську дисертації. У 2001 р. призначено завідувачем кафедри мікробіології та загальної імунології біологічного факультету Київського національного університету ім. Т. Шевченка.

## Наукова діяльність
Наукові інтереси: особливості імунобіологічних активностей компонентів стафілокока та псевдомонад (глікопептид, тейхоєві кислоти, ліпополісахарид, пластівцевоутворюючий фактор). Розшифрував один із механізмів імуномодулюючої дії стафілококового пептидоглікану, запропонував синтетичні речовини для корегування імунної відповіді на антигени стафілокока у низьковідповідаючих генотипів; разом із ученими-медиками вдосконалив діагностику захворювань стафілококової етіології у дітей; запропонував синтетичні речовини для корегування імунної відповіді на глікопептид стафілокока у низьковідповідаючих генотипів.
Має 15 патентів та авторських свідоцтв. Автор понад 150 наукових і навчально-методичних праць, 2 підручників, 4 навчальних посібників, 3 монографій. Основні праці: «Иммунология. Практикум» (1989), «Імуногенетика. Практикум» (2000), «Імунобіологічна активність бактеріальних пептидогліканів» (2002), підручники «Імунологія» (2005), «Мікробіологія» (2005—2008).
Член експертної ради ВАК України з біологічних спеціальностей (1988—2002), голова спеціалізованої ради із захисту докторських і кандидатських дисертацій Київського національного університету ім. Т. Шевченка (2004—2007), член спецради Київського національного медичного університету ім. О. О. Богомольця, входить до складу редколегій п'яти фахових видань. Член Центральної ради Товариства Мікробіологів України ім. С. М. Виноградського (2009 р.)

## Звання і нагороди
Найкращий викладач року (1997). Міністерством освіти і науки України визнаний переможцем Всеукраїнського конкурсу «Винахід — 2004» за досягнення в галузі сучасної імунології. Лауреат премії ім. Д. К. Заболотного НАН України (2007).